# Sumitomo Mitsui Financial Group
Sumitomo Mitsui Financial Group (株式会社三井住友フィナンシャルグループ, Kabushiki-gaisha Mitsui Sumitomo Finansharu Gurūpu, TSE : 8316) ou SMFG, est la troisième plus grande banque du Japon avec un actif s'élevant à 1 300 milliards de dollars.
Elle dépend des groupes Mitsui et Sumitomo, et contrôle un des plus grands conglomérats japonais (Keiretsu).

## Historique
En 2012, SMFG acquiert l'activité de location d'avions de Royal Bank of Scotland, qui possède 246 avions, pour 7,3 milliards de dollars,.
En décembre 2014, Citigroup vend ses activités dans la banque de détail au Japon, qui comprend 1 600 salariés, à Sumitomo Mitsui Financial Group pour environ l'équivalent de 333 millions de dollars.
En mars 2015, Citigroup vend ses activités de cartes de crédit au Japon à Sumitomo Mitsui Financial Group pour environ 40 milliards de yens, soit 335 millions de dollars. En juin 2015, SMGF acquiert les activités de capital-investissement en Europe de General Electric pour 2,2 milliards de dollars. En décembre 2015, SMFG acquiert l'activité de location pour entreprise au Japon de General Electric, pour 4,8 milliards de dollars.
En février 2017, SMFG annonce la fusion de ses activités de banque régionale avec Resona Holdings.

## Principaux actionnaires
Au 18 septembre 2021:
| Nomura Asset Management                         | 4,61% |
| Sumitomo Mitsui Trust Asset Management          | 3,63% |
| BlackRock Fund Advisors                         | 2,89% |
| The Vanguard Group                              | 2,38% |
| Nikko Asset Management                          | 1,89% |
| Norges Bank Investment Management               | 1,74% |
| Daiwa Asset Management                          | 1,68% |
| BlackRock Japan                                 | 1,26% |
| Fidelity Management & Research                  | 0,85% |
| Amundi Asset Management (Investment Management) | 0,81% |